# Waldlilien
Die Waldlilien (Trillium), auch Dreiblätter oder Dreizipfellilien genannt, sind eine Pflanzengattung in der Familie der Germergewächse (Melanthiaceae). Die etwa 45 Arten sind in den gemäßigten Gebieten Asiens und Nordamerikas weit verbreitet.

## Beschreibung

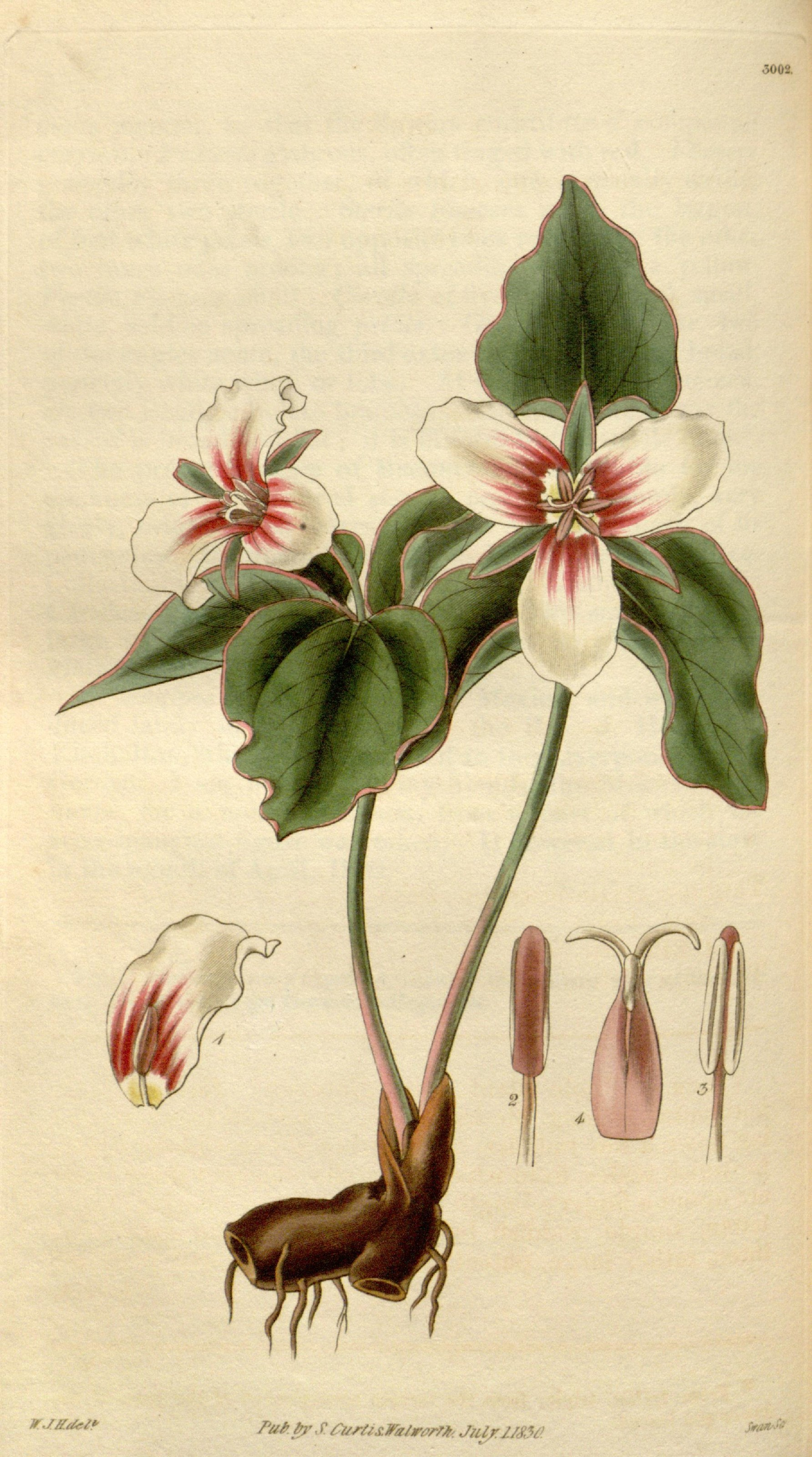
Illustration aus Curtis's Botanical Magazine von Trillium undulatum

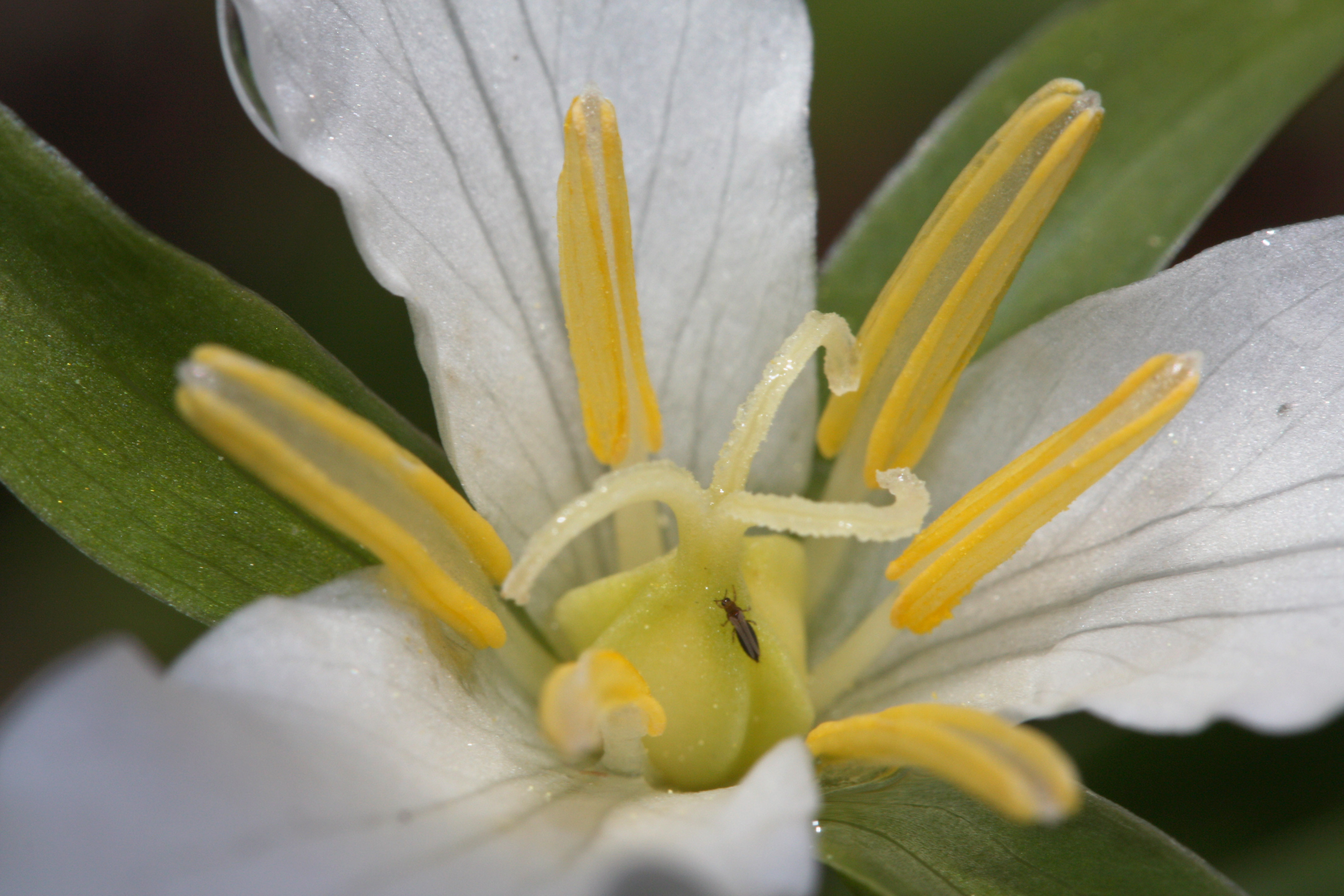
Detail der Blüte der Westlichen Dreizipfellilie (Trillium ovatum)

### Vegetative Merkmale
Waldlilien-Arten sind ausdauernde krautige Pflanzen. Sie bilden unterirdische Rhizome, die horizontal oder schräg nach oben geneigt verlaufen, als Überdauerungsorgane aus. Sie haben eine Hauptachse und sind nicht oder nur wenig verzweigt. An ihren Enden bilden sich zusammengedrückte, fleischige Verdickungen hinter denen das Rhizom abbricht und aus denen Knospen auswachsen. Die Pflanzen tragen Adventivwurzeln, diese sind zusammenlaufend und beringt. Sie bilden viele Niederblätter aus.
Der Stängel ist einfach und aufrecht und an der Basis mit einer braunen Hülle überzogen. Die Laubblätter stehen nur bodennahe in Quirlen am Stängel. Die einfachen Laubblätter sind rhombisch mit abgerundeten Kanten oder oval. Sie tragen drei bis fünf Hauptnerven und zusammenlaufende kleinere Nerven.
Auffällig sind die drei Hochblätter, welche in einem Wirtel stehen, sie haben der Gattung ihren Namen gegeben. Sie sind einfarbig grün oder gefleckt, blattförmig oval bis elliptisch, mit oder ohne Stiel. Die Nerven verlaufen handförmig mit drei bis fünf Hauptnerven. Der Blütenstand ist geschlossen, mit einer einzelnen Blüte.

### Generative Merkmale
Die zwittrigen Blüten sind radiärsymmetrisch und dreizählig. Die zwei Kreise der Blütenhüllblätter sind meist deutlich unterschiedlich gestaltet. Die Blütenhüllblätter sind rot, purpur-, rosafarben, weiß, gelb, grün oder in Kombinationen aus diesen Farben gefärbt. Die Fruchtblätter sind zu einem oberständigen Fruchtknoten verwachsen. Es sind zwei Kreise mit je drei  Staubblättern vorhanden; sie sind aufrecht, gebogen oder auseinanderstrebend. Die Staubfäden sind kurz und zur Basis verdickt. Die Staubbeutel sind zweiteilig und gleich lang oder länger als die Staubfäden.
Es werden beerenartige Kapselfrüchte ausgebildet, die fleischig sind mit obskuren Nähten, an denen sie dann aufplatzen. Sie enthalten viele Samen. Die weißen oder gelblichen und häufig ölhaltigen Samen sind bei einer Länge von 2 und 4 Millimetern ellipsoid.

## Systematik und Verbreitung
Die Gattung Trillium wurde durch Carl von Linné aufgestellt. Typusart ist Trillium cernuum L. Synonyme für Trillium L. sind: Delostylis Raf., Esdra Salisb., Huxhamia Garden, Phyllantherum Raf., Trillidium Kunth.
Die Gattung Trillium ist in gemäßigten Gebieten auf der Nordhalbkugel in Nordamerika und in Asien verbreitet. In Nordamerika kommen etwa 38 Arten vor. Das Mannigfaltigkeitszentrum liegt in den Vereinigten Staaten. In Asien finden sich Trillium-Arten in der Volksrepublik China (von den vier Arten kommt eine nur dort vor), in Indien, Bhutan, Nepal, Sikkim, Myanmar, Japan und auf Kamtschatka.
Die innere Systematik der Gattung Trillium wird kontrovers diskutiert. Beispielsweise wurde 1975 die Gattung Trillium in zwei Untergattungen, die Untergattung Trillium mit gestielten Blüten und die Untergattung Phyllantherum mit ungestielten Blüten geteilt. Es gibt aber noch viele andere Vorschläge diese Gattung zu gliedern.

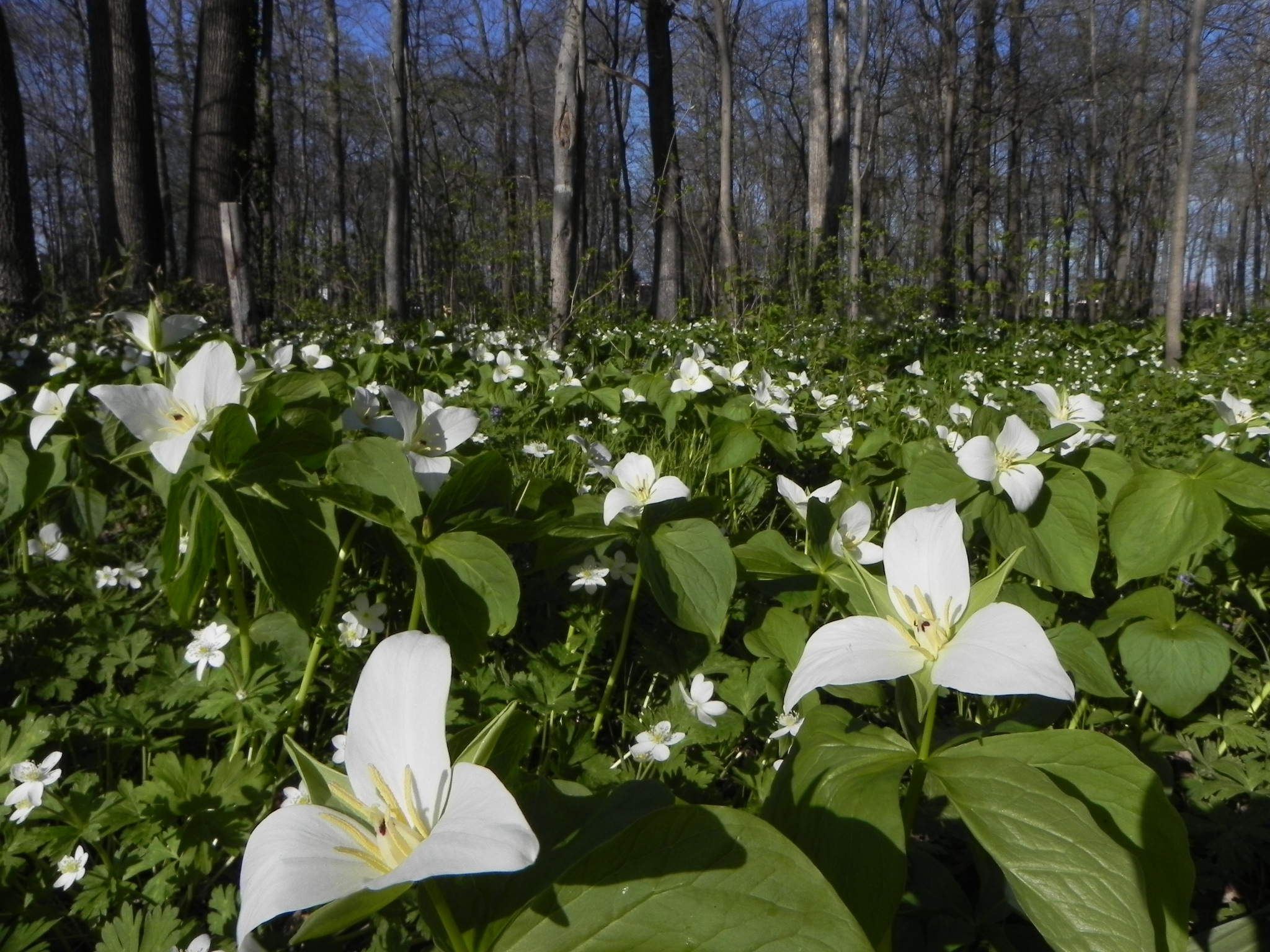
Kamtschatka-Dreizipfellilie (Trillium camschatcense)

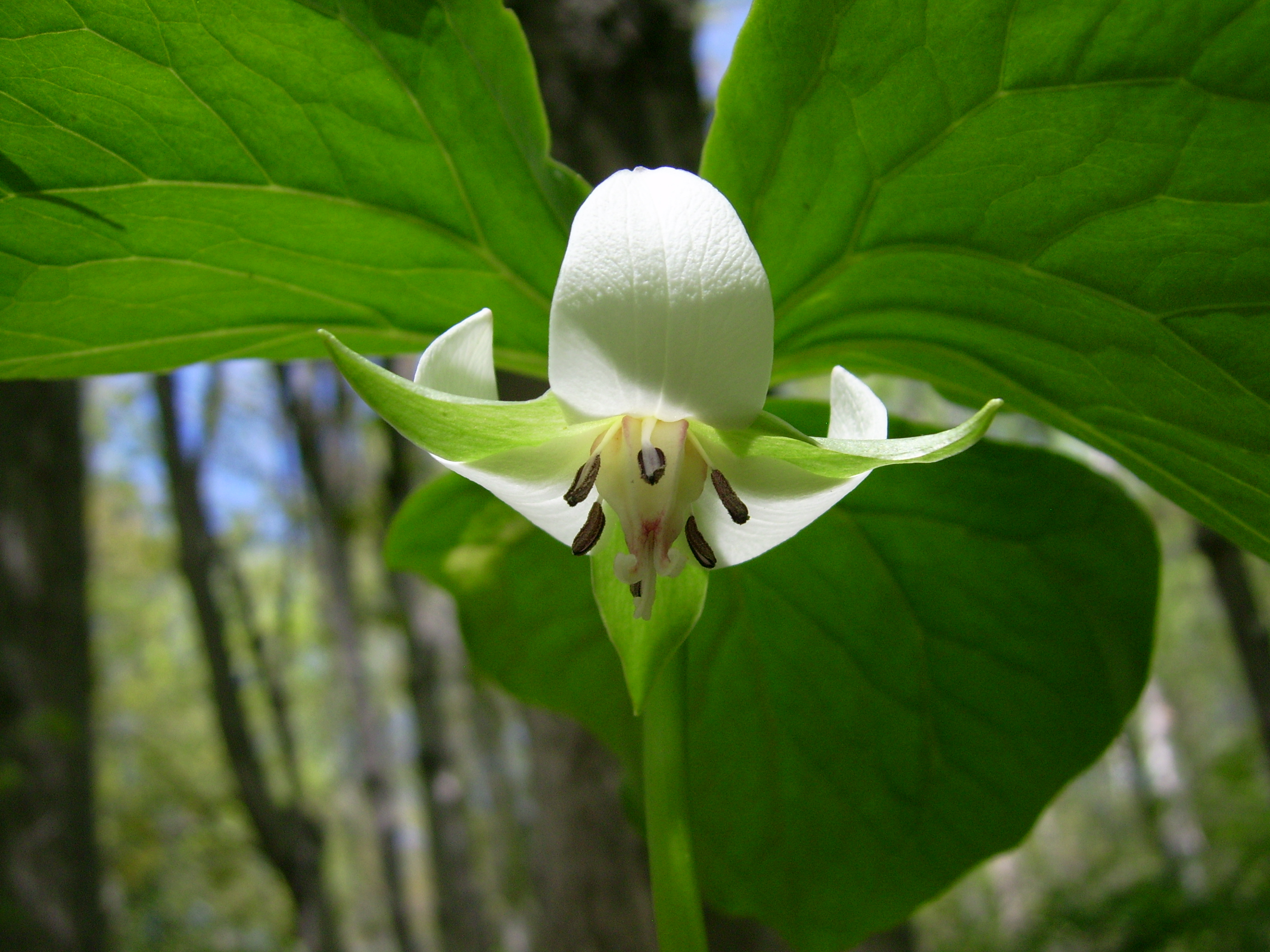
Trillium cernuum

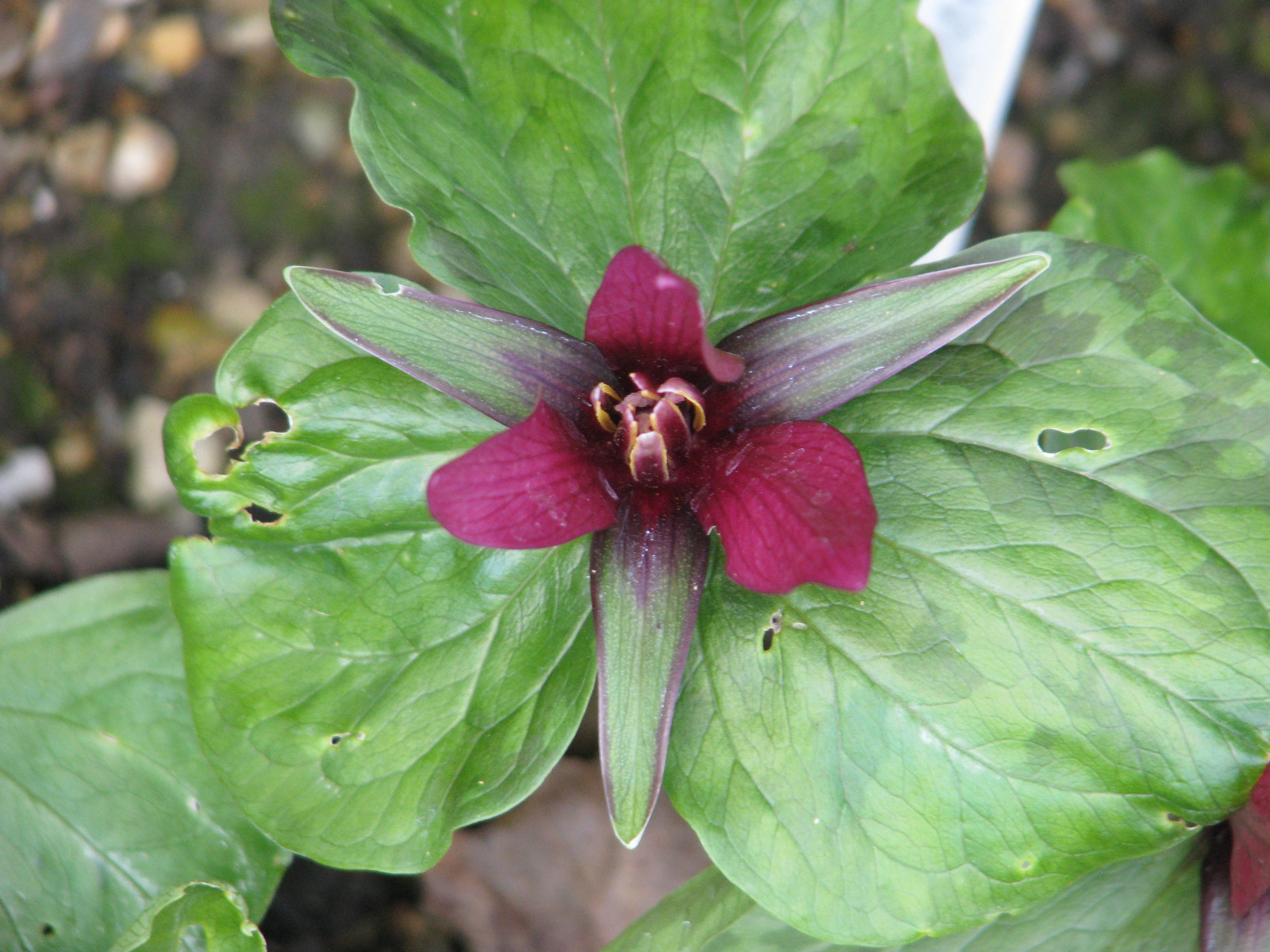
Trillium chloropetalum

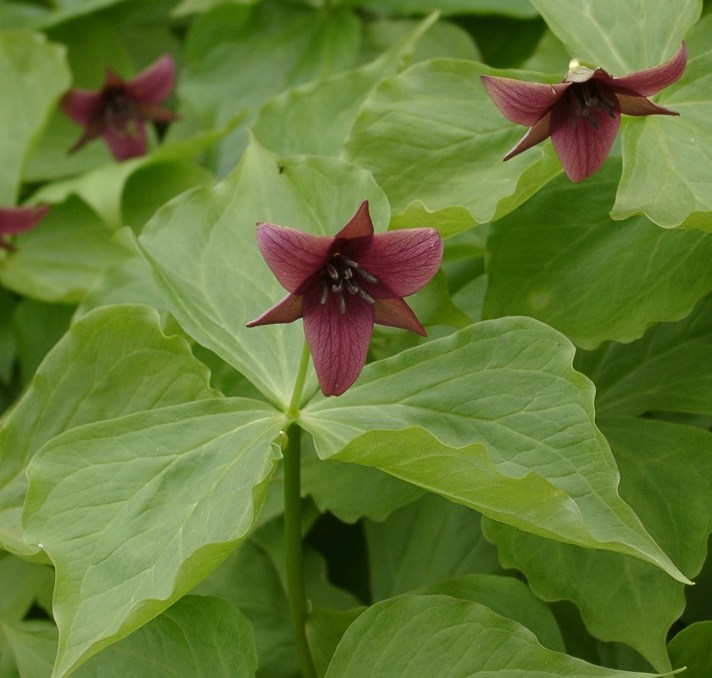
Aufrechte Waldlilie (Trillium erectum)

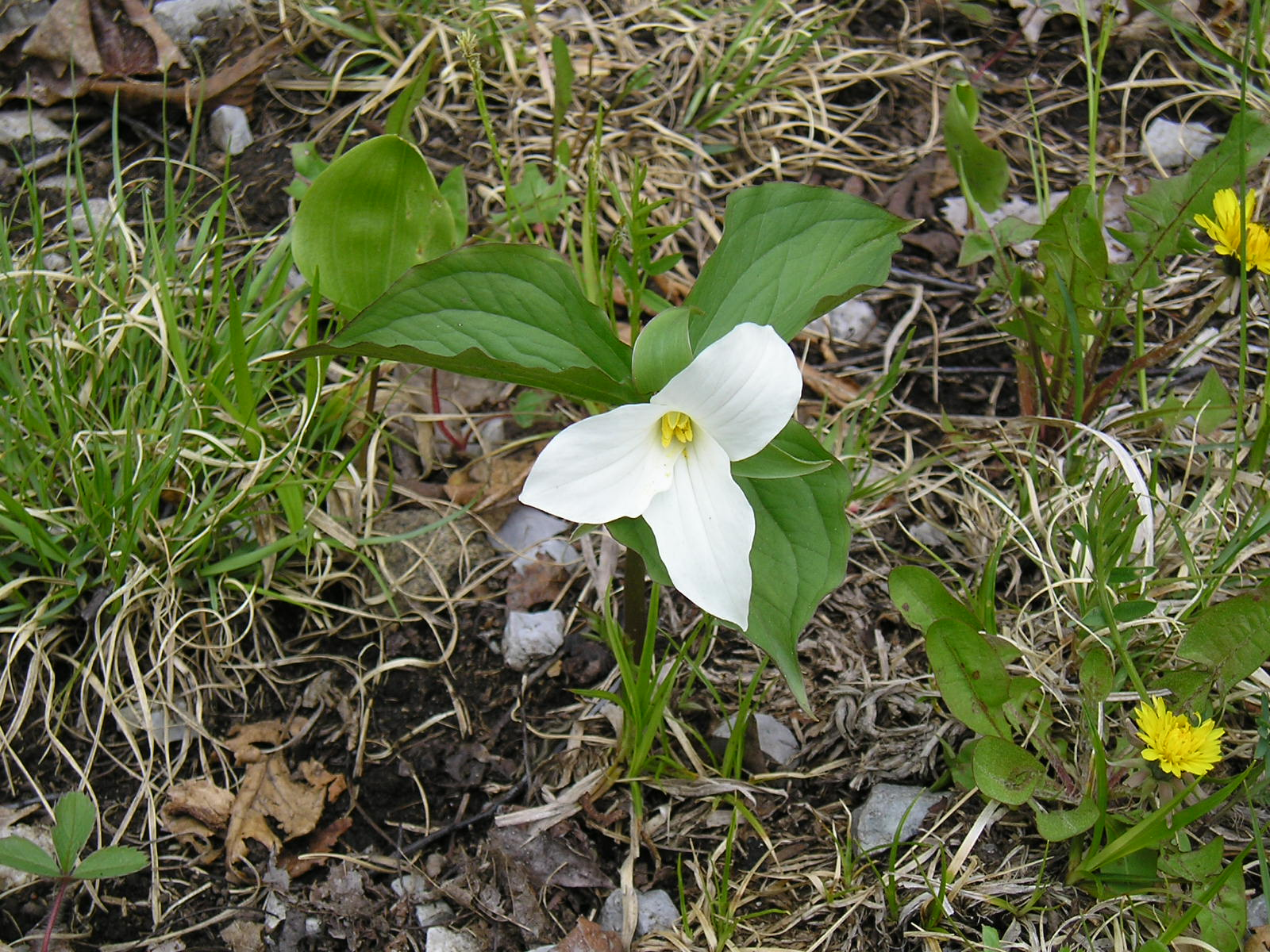
Großblütige Waldlilie (Trillium grandiflorum)

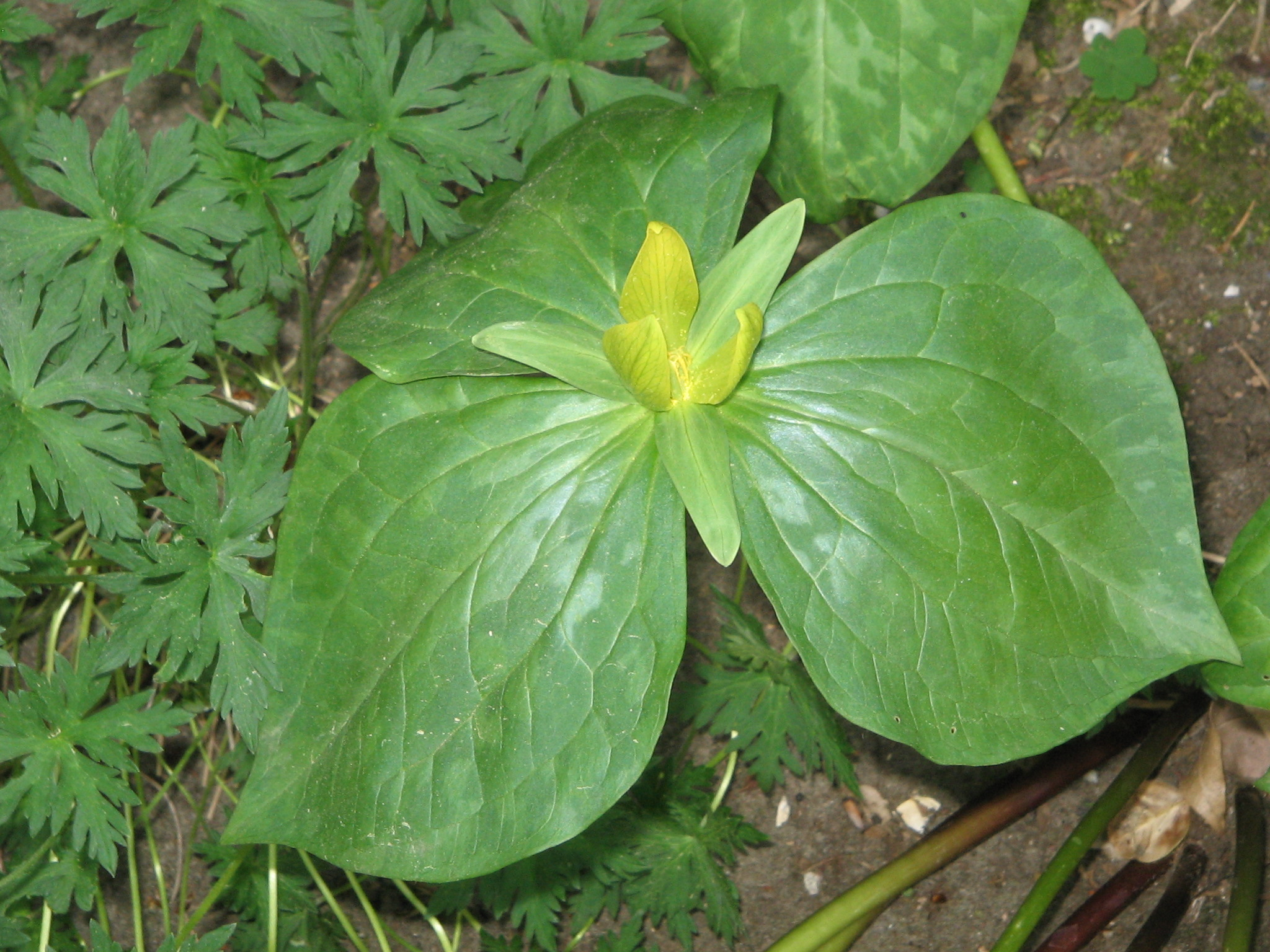
Gelbe Waldlilie (Trillium luteum)

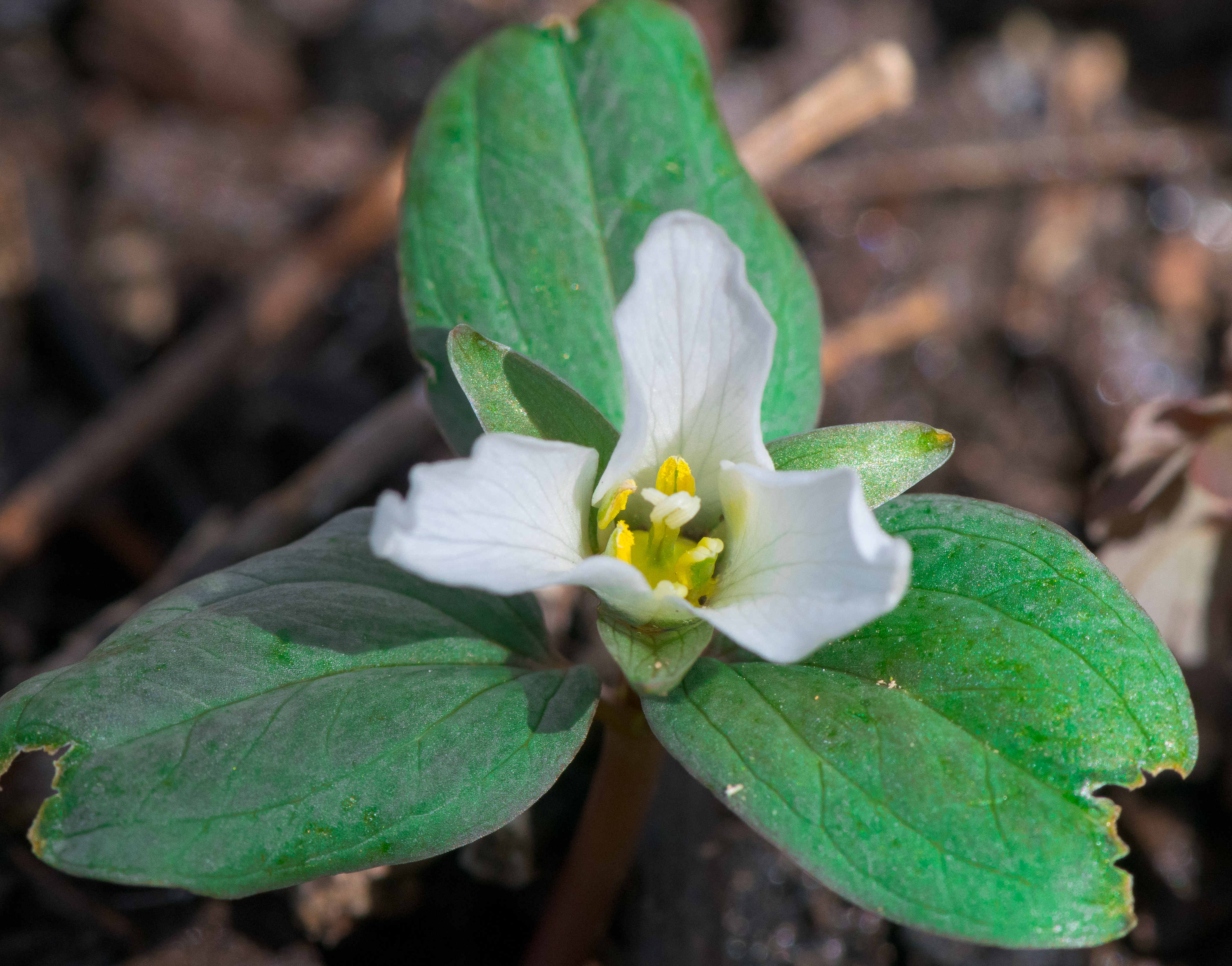
Trillium nivale

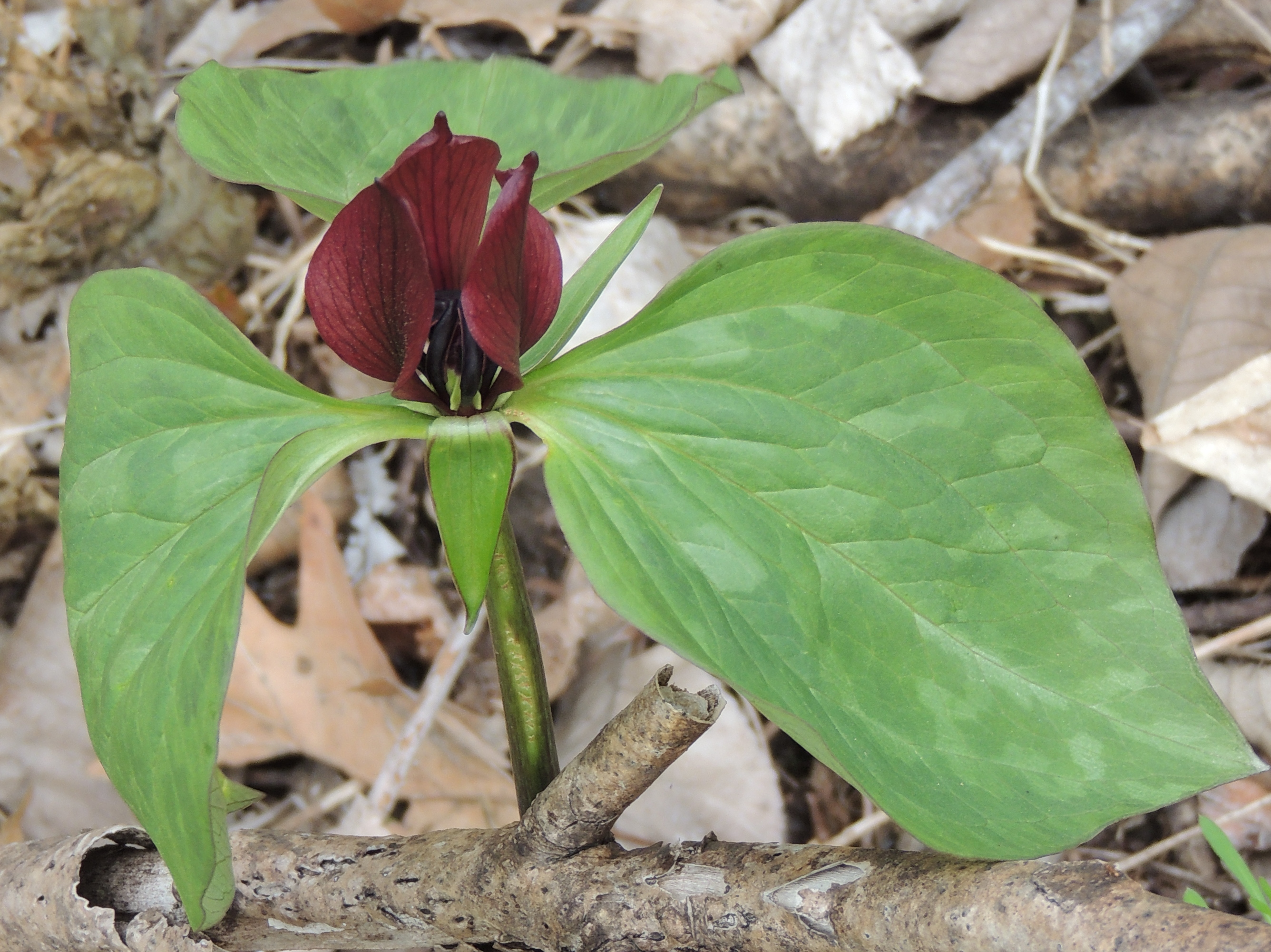
Trillium recurvatum

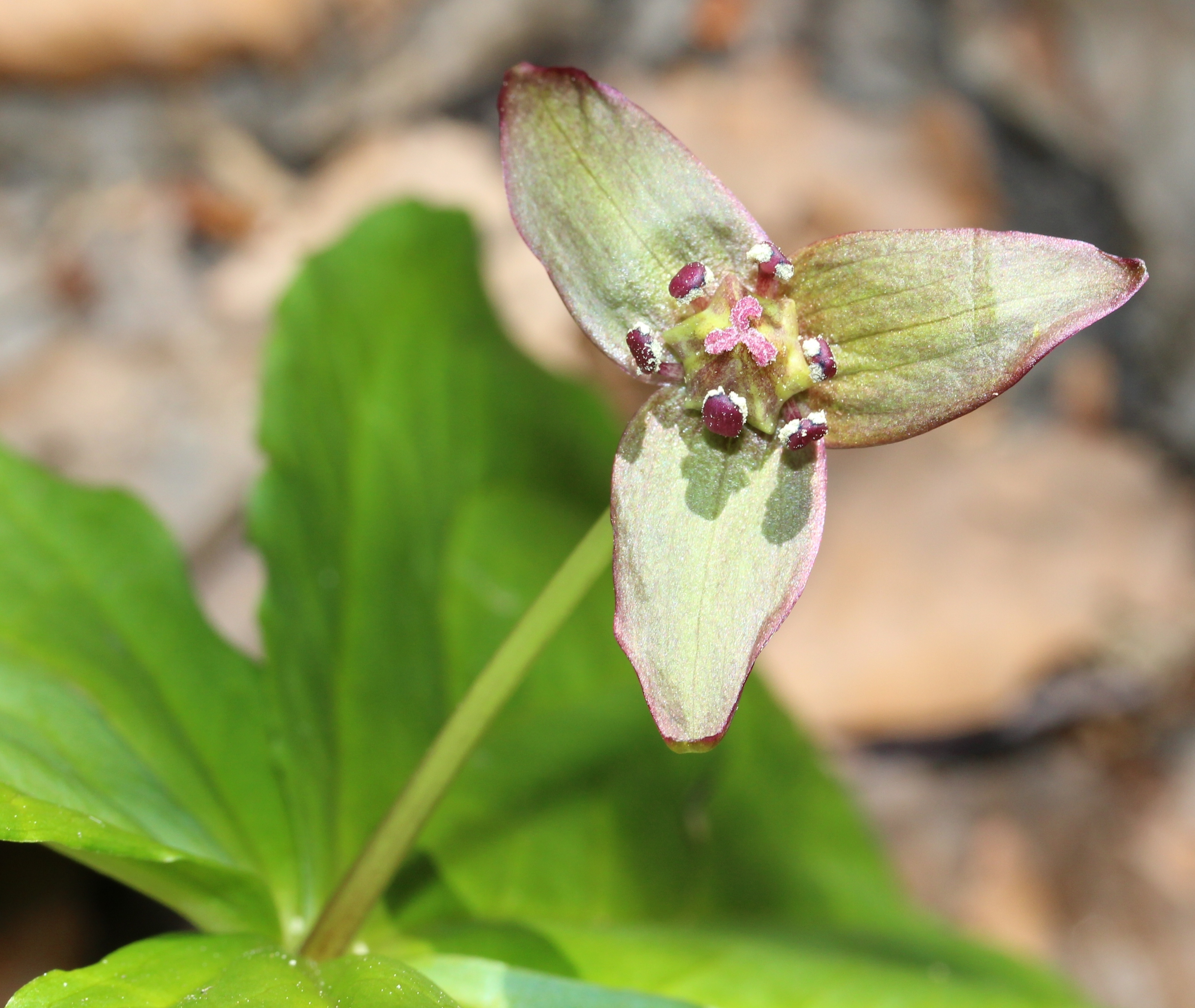
Blüte von Trillium smallii

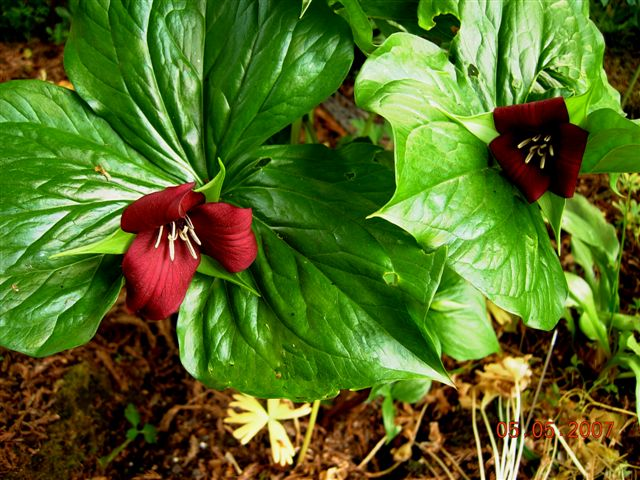
Trillium sulcatum

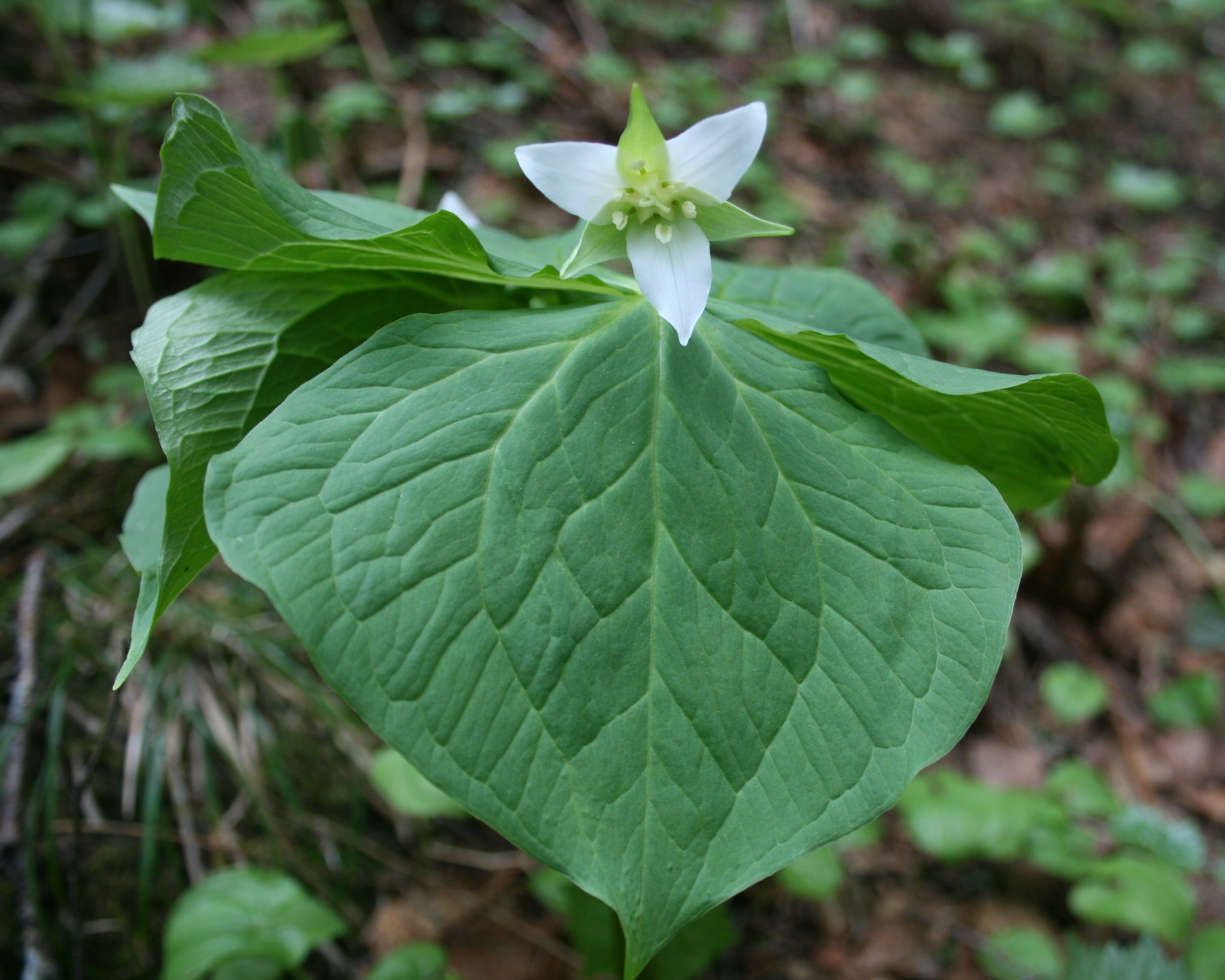
Trillium tschonoskii

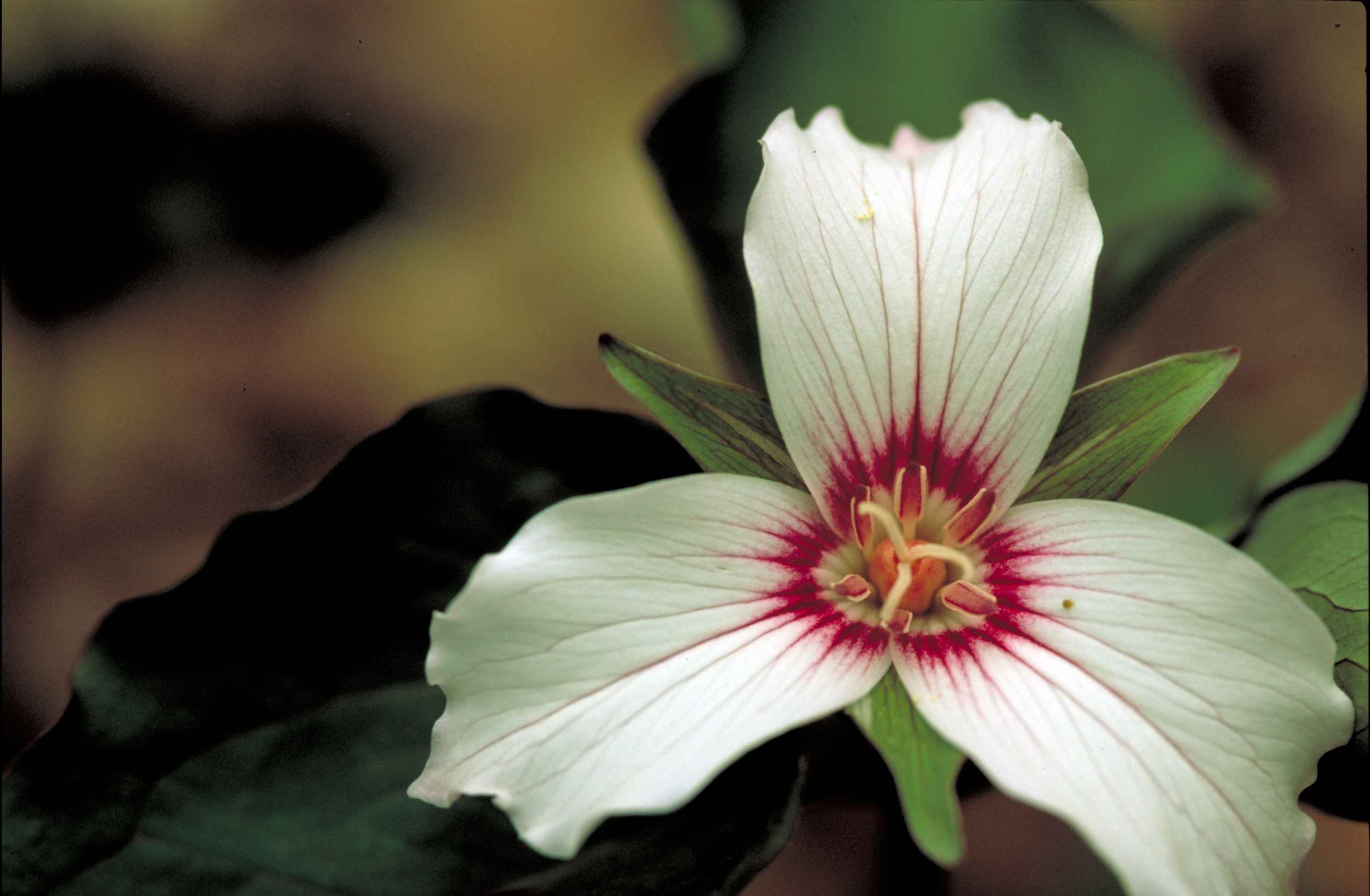
Blüte von Trillium undulatum

Die Gattung Trillium enthält etwa 45 Arten:
- Trillium albidum J.D.Freeman (Syn.: Trillium parviflorum V.G.Soukup). Es gibt zwei Unterarten:[4][2]
  - Trillium albidum J.D.Freeman subsp. albidum: Sie kommt in Oregon und Kalifornien vor.[2]
  - Trillium albidum subsp. parviflorum (V.G.Soukup) K.L.Chambers & S.C.Meyers: Sie kommt in Oregon und Washington vor.[2]
- Trillium angustipetalum (Torr.) J.D.Freeman: Sie kommt in Kalifornien vor.[4]
- Trillium apetalon Makino: Sie kommt auf Sachalin, auf den Kurilen und in Japan vor.[2]
- Kamtschatka-Dreizipfellilie (Trillium camschatcense Ker Gawl., Syn.: Trillium kamtschaticum Pall. ex Pursh, Trillium kamtschatikum Ledeb., Trillium erectum var. japonicum A.Gray, Trillium pallasii Hultén)[5]: Sie ist von der chinesischen Provinz Jilin, dem Amurgebiet, Sachalin sowie Kamtschatka über Korea bis zur japanischen Insel Hokkaidō verbreitet.[2][3]
- Trillium catesbaei Elliott: Sie kommt in den südöstlichen Vereinigten Staaten vor.[2]
- Trillium cernuum L.: Sie kommt im südlichen und östlichen Kanada und in den nördlichen Vereinigten Staaten vor.[2]
- Trillium channellii Fukuda, J.D.Freeman & Itou: Sie kommt in Japan vor.[2]
- Trillium chloropetalum (Torr.) Howell: Sie kommt in zwei Varietäten in Kalifornien vor:[2]
  - Trillium chloropetalum (Torr.) Howell var. chloropetalum
  - Trillium chloropetalum var. giganteum (Hook. & Arn.) Munz
- Trillium ×crockerianum Halda (= Trillium ovatum × Trillium rivale): Sie kommt in Kalifornien vor.[2]
- Trillium cuneatum Raf.: Sie kommt in den südöstlichen Vereinigten Staaten vor.[2]
- Trillium decipiens J.D.Freeman: Sie kommt in Georgia, Alabama und im nördlichen Florida vor.[2]
- Trillium decumbens Harb.: Sie kommt im östlichen Tennessee, in Georgia und im nördlichen Alabama vor.[2]
- Trillium delicatum Floden & E.E.Schill.: Sie wurde 2019 aus Georgia erstbeschrieben.[2]
- Trillium discolor Hook.: Sie kommt in Georgia, North Carolina und South Carolina vor.[2]
- Aufrechte Waldlilie oder Braunrote Dreizipfellilie (Trillium erectum L.)[5]: Sie ist in zwei Varietäten von Kanada bis in die USA verbreitet.[2]
- Trillium flexipes Raf.: Sie ist von Ontario bis zu den zentralen und östlichen Vereinigten Staaten verbreitet.[2]
- Trillium foetidissimum J.D.Freeman: Sie kommt in Louisiana und Mississippi vor.[2]
- Trillium georgianum S.B.Farmer: Sie wurde 2017 aus Georgia erstbeschrieben.[2]
- Trillium govanianum Wall. ex D.Don: Sie kommt vom östlichen Afghanistan bis zum Himalaja vor.[2]
- Trillium gracile J.D.Freeman: Sie kommt im östlichen Texas und im westlichen Louisiana vor.[2]
- Großblütige Waldlilie oder Große Dreizipfellilie (Trillium grandiflorum (Michx.) Salisb.)[5]: Sie ist von Kanada bis in die USA verbreitet.[4]
- Trillium ×hagae Miyabe & Tatew. (= Trillium camschatcense × Trillium tschonoskii): Sie kommt von Russlands Fernem Osten bis zum nördlichen Japan vor.[2]
- Trillium hibbersonii (T.M.C.Taylor & Szczaw.) D.O’Neill & S.B.Farmer: Sie wurde erst 2020 als Art erkannt und kommt nur auf dem westlichen Vancouver Island in British Columbia vor.[2]
- Trillium ×komarovii H.Nakai & Koji Ito: Sie kommt von Russlands Fernem Osten bis zum nördlichen Japan vor.[2]
- Trillium kurabayashii J.D.Freeman: Sie kommt im südwestlichen Oregon und im nördlichen Kalifornien vor.[2]
- Trillium lancifolium Raf.: Sie kommt in den südöstlichen Vereinigten Staaten vor.[2]
- Trillium ludovicianum Harb.: Sie kommt in Louisiana und in Mississippi vor.[2]
- Gelbe Waldlilie oder Gelbe Dreizipfellilie (Trillium luteum (Muhl.) Harb.)[5]: Sie ist in den US-Bundesstaaten Kentucky, Tennessee, Georgia sowie South Carolina verbreitet.[4]
- Trillium maculatum Raf.: Sie kommt in den südöstlichen Vereinigten Staaten vor.[2]
- Trillium ×miyabeanum Tatew. ex J.Samej. (= Trillium apetalon × Trillium tschonoskii): Sie kommt im nördlichen Japan vor.[2]
- Trillium nivale Riddell: Sie kommt in den nördlichen, den zentralen und östlichen Vereinigten Staaten vor.[4][2]
- Trillium oostingii Gaddy: Sie wurde 2008 aus South Carolina erstbeschrieben.[2]
- Westliche Dreizipfellilie (Trillium ovatum Pursh)[5]: Sie ist in zwei Varietäten von den kanadischen Provinzen British Columbia sowie Alberta bis in die USA verbreitet.[4][2]
- Trillium persistens W.H.Duncan: Sie kommt im westlichen North Carolina und im nordöstlichen Georgia vor.[2]
- Trillium petiolatum Pursh: Sie kommt in den nordwestlichen Vereinigten Staaten vor.[2]
- Trillium pusillum Michx.: Sie kommt in zwei Varietäten in den zentralen und in den südöstlichen Vereinigten Staaten vor:[4][2]
  - Trillium pusillum Michx. var. pusillum
  - Trillium pusillum var. virginianum Fernald
- Trillium recurvatum L.C.Beck: Sie kommt in den zentralen und in den östlich-zentralen Vereinigten Staaten vor.[2]
- Trillium reliquum J.D.Freeman: Sie kommt in Alabama, Georgia und in South Carolina vor.[2]
- Trillium rugelii Rendle: Sie kommt in den südöstlichen Vereinigten Staaten vor.[2]
- Trillium sessile L.: Sie kommt in den nördlichen, östlichen und zentralen Vereinigten Staaten vor.[4][2]
- Trillium simile Gleason: Sie kommt im östlichen Tennessee, in North Carolina und im nördlichen Georgia vor.[2]
- Trillium smallii Maxim.: Sie kommt vom südlichen Sachalin bis zum südwestlichen Hokkaido vor.[2]
- Trillium stamineum Harb.: Sie kommt in Tennessee, Alabama und in Mississippi vor.[4]
- Trillium sulcatum T.S.Patrick: Sie kommt in den östlichen und zentralen Vereinigten Staaten vor.[2]
- Trillium taiwanense S.S.Ying: Sie kommt nur im östlichen Taiwan vor.[2]
- Trillium tschonoskii Maxim.: Sie kommt von Sikkim bis in die gemäßigten Gebiete Ostasiens vor.[2]
- Trillium underwoodii Small: Sie kommt in Alabama, Georgia und im nördlichen Florida vor.[2]
- Trillium undulatum Willd.: Sie kommt vom östlichen Kanada bis zu den östlichen Vereinigten Staaten vor.[4][2]
- Trillium vaseyi Harb.: Sie kommt in den südöstlichen Vereinigten Staaten vor.[2]
- Trillium viride L.C.Beck: Sie kommt im westlichen sowie südlichen Illinois und in Missouri vor.[2]
- Trillium viridescens Nutt.: Sie kommt von den zentralen Vereinigten Staaten bis Arkansas vor.[2]
- Trillium ×yezoense Tatew. ex J.Samej. (= Trillium apetalon × Trillium camschatcense): Sie kommt im nördlichen Japan vor.[2]

## Sonstiges
Viele Waldlilien-Arten werden als Zierpflanzen verwendet. Einige der Arten hybridisieren untereinander, vor allem die Arten um die Trillium erectum. Die Großblütige Waldlilie ist die offizielle Blume der kanadischen Provinz Ontario und ist auch auf der Flagge der Franko-Ontarier abgebildet.
„Waldlilie im See“ ist ein Abschnitt im Peter Roseggers Roman „Die Schriften des Waldschulmeisters“.